# Zielenokumsk
Zielenokumsk, Zielonokumsk (ros. Зеленокумск) – miasto w Rosji, w Kraju Stawropolskim, nad Kumą, siedziba administracyjna rejonu sowieckiego. W 2010 roku liczyło ok. 35,8 tys. mieszkańców. Ośrodek przemysłu elektromaszynowego, lekkiego i spożywczego.

## Historia
Miejscowość została założona w 1762 roku na ziemiach należących do Aleksandra Woroncowa i nosiła początkowo nazwę Woroncowo-Aleksandrowskoje. Pierwszymi osadnikami byli chłopi przesiedleni ze wsi Woroncowka i słobody Aleksandrowka w guberni woroneskiej. W 1963 roku wieś przekształcono w osiedle robotnicze pod nazwą Sowietskoje, które w 1965 roku otrzymało prawa miejskie i zostało przemianowane na Zielenokumsk.